# Działo Gaussa

Trzystopniowe działo Gaussa

Działo Gaussa – urządzenie zbudowane z solenoidu lub baterii solenoidów, które rozpędza przedmioty wykonane z ferromagnetyka dzięki polu magnetycznemu wytworzonemu przez prąd elektryczny przepływający przez solenoid.
Jego najważniejszym elementem jest cewka (solenoid) z drutu miedzianego nawinięta na rurkę z dielektryka. Przepływający prąd wytwarza pole elektromagnetyczne, które rozpędza kawałek ferromagnetyka.

## Działo Gaussa vs. coilgun
Nazwa działo Gaussa nawiązuje do Carla Friedricha Gaussa, który dokonał matematycznego opisu elektromagnetycznego oddziaływania i zastosowania tego oddziaływania w magnetycznych akceleratorach. Niektóre źródła rozróżniają działo Gaussa od coilgun. Obydwa urządzenia działają na zasadzie oddziaływania magnetycznego, jednakże różnią się, a mianowicie: w Dziale Gaussa stosuje się elektromagnesy, podczas gdy coilgun wyposażony jest w solenoid.

## Budowa i zasada działania
Elementy działa magnetycznego:
- lufa wykonana z materiału niemagnetycznego,
- elektromagnes nawinięty na lufę, wytwarzający pole magnetyczne,
- bateria kondensatorów gromadząca energię niezbędną do wyrzucenia pocisku,
- sterownik półprzewodnikowy lub innego rodzaju przełącznik wyzwalający rozładowanie kondensatora przez cewkę i wyrzucenie pocisku.

W chwili oddawania strzału, tzn. wtedy, gdy sterownik zaczyna przewodzić, następuje rozładowanie kondensatora przez cewkę. W czasie kilku (kilkunastu) milisekund bateria kondensatorów rozładowuje się dużym prądem przez cewkę, wskutek czego powstaje silny impuls magnetyczny. Pocisk umiejscowiony na jednym końcu cewki (lub nawet kilka centymetrów poza nią) jest wciągany do lufy i zaczyna gwałtownie przyspieszać. Dokładnie w środku cewki siła przyspieszająca przestaje działać. Działo magnetyczne powinno być tak skonstruowane, aby prąd w cewce przestał płynąć od momentu, gdy pocisk osiągnie środek cewki – w przeciwnym razie przy dalszym ruchu będzie hamowany.

## Warianty konstrukcji
Najprostszy (jednostopniowy) coilgun działa według zasad podanych powyżej, tzn. wyposażony jest w jedną cewkę. Jednak z uwagi na fakt, iż efektywna praca może być wykonywana tylko wówczas, gdy pocisk porusza się, stosuje się konstrukcje wielostopniowe, wyposażone w kilka cewek. Przyśpieszając już wstępnie rozpędzony pocisk można uzyskać wyższą sprawność. Wyzwolenie rozładowania kondensatorów przez kolejne cewki może odbywać się na podstawie upływu czasu (co wymaga dokładnego dopasowania działa do konkretnego rodzaju pocisków) lub na podstawie badania aktualnego położenia pocisku w lufie. Ten ostatni pomiar wykonywany jest zazwyczaj przez fotokomórki, detektory napięcia indukowanego w dodatkowej cewce przez przelatujący pocisk lub poprzez mechaniczne styki zwierane przez pocisk.
W niektórych konstrukcjach stosuje się również elementy ferromagnetyczne wokół cewek i/lub na ich końcach, w celu odpowiedniego ukształtowania pola magnetycznego.

## Obliczenia
Energia zgromadzona w baterii kondensatorów:
{\displaystyle E={\frac {U^{2}C}{2}}.}
Energia kinetyczna pocisku:
{\displaystyle E_{K}={\frac {mv^{2}}{2}}.}
Oczekiwana prędkość pocisku:
{\displaystyle v=U{\sqrt {\frac {C}{m}}}.}
Sprawność energetyczna działa Gaussa jest bardzo mała (kilka procent), zatem podane wyżej oczekiwane wartości energii kinetycznej pocisku i jego prędkości są wielkościami maksymalnymi przy założeniu 100% sprawności przemiany. W praktyce są znacznie mniejsze.